# Styloleptus cubanus
Styloleptus cubanus är en skalbaggsart som först beskrevs av Fisher 1926.  Styloleptus cubanus ingår i släktet Styloleptus och familjen långhorningar.
Artens utbredningsområde är Kuba. Inga underarter finns listade i Catalogue of Life.